# یاکوولف یاک-۱۱
Yak-11 (به انگلیسی: Yakovlev_Yak-11) یک هواگرد از نوع آموزشی ساخت شرکت یاکوولف، Let است. هواگرد Yak-11 نخستین پروازش را در ۱۰ نوامبر ۱۹۴۵ میلادی انجام داد. این هواگرد در سال ۱۹۴۶ میلادی رسماً معرفی گردید. در مجموع، تعداد ۴٬۵۶۶ فروند از این هواگرد ساخته شده‌است.